# بيت عباد (مناخة)

تعديل مصدري - تعديل

بيت عباد هي إحدى قرى عزلة حصبان بمديرية مناخة التابعة لمحافظة صنعاء، بلغ تعداد سكانها 159 نسمة حسب تعداد اليمن لعام 2004.